# John Henry Holland
John Henry Holland (2 febbraio 1929 – 9 agosto 2015) è stato un fisico, matematico e informatico statunitense e professore di psicologia, elettrotecnica ed informatica presso l'università del Michigan di Ann Arbor.
Pioniere nel campo dei sistemi complessi e della sistemi non lineari, è inoltre noto come il padre degli algoritmi genetici e del teorema degli schemi.